# 1721
Il 1721 (MDCCXXI in numeri romani) è un anno  del XVIII secolo.

## Eventi
- 4 aprile – La Gran Bretagna diventa a tutti gli effetti una monarchia costituzionale: Robert Walpole è il primo nella storia inglese ad essere nominato primo ministro.
- 8 maggio – Papa Innocenzo XIII succede a Papa Clemente XI.
- 10 settembre – La Svezia firma con la Russia il Trattato di Nystad, chiudendo definitivamente la Grande guerra del nord.
- 2 novembre: Pietro I Romanov è proclamato "Imperatore di tutte le Russie".
- Escono le Lettere persiane di Montesquieu.

## Nati

### Gennaio
- 2 gennaio - John Manners, marchese di Granby, politico e generale inglese († 1770)
- 8 gennaio - Giovanni Federico di Schwarzburg-Rudolstadt, principe tedesco († 1767)
- 12 gennaio - Ferdinando di Brunswick-Wolfenbüttel, generale tedesco († 1792)
- 17 gennaio - Elisabetta Augusta del Palatinato-Sulzbach, nobile tedesca († 1794)
- 17 gennaio - Charles-Germain de Saint-Aubin, disegnatore e incisore francese († 1786)
- 17 gennaio - Edvige di Schleswig-Holstein-Sonderburg-Wiesenburg, duchessa tedesca († 1735)
- 23 gennaio - Joseph d'Albert, politico, magistrato e nobile francese († 1790)
- 30 gennaio - Bernardo Bellotto, pittore e incisore italiano († 1780)

### Febbraio
- 3 febbraio - Friedrich Wilhelm von Seydlitz, generale prussiano († 1773)
- 7 febbraio - Gastone di Lorena, nobile francese († 1743)
- 8 febbraio - Ferdinando di Solms-Braunfels, principe tedesco († 1783)
- 17 febbraio - Pierantonio Serassi, filologo, letterato e presbitero italiano († 1791)
- 24 febbraio - John McKinly, politico irlandese († 1796)

### Marzo
- 1º marzo - Juan Crespi, missionario spagnolo († 1782)
- 8 marzo - Elizabeth Chudleigh, nobildonna inglese († 1788)
- 9 marzo - Carolina del Palatinato-Zweibrücken-Birkenfeld, nobile tedesca († 1774)
- 16 marzo - Tobias Smollett, scrittore, storico e traduttore scozzese († 1771)
- 16 marzo - Augusto Filippo di Limburg-Stirum, vescovo cattolico e nobile tedesco († 1797)
- 21 marzo - Lodovico Bò, architetto italiano († 1800)
- 21 marzo - Charles Cathcart, IX Lord Cathcart, generale e diplomatico scozzese († 1776)
- 26 marzo - Nicolas Le Camus de Mézières, architetto e teorico dell'architettura francese († 1789)
- 29 marzo - Segherio Felice Seghieri, vescovo cattolico italiano († 1759)

### Aprile
- 1º aprile - Carlo Maria Raimondo d'Arenberg, nobile e generale austriaco († 1778)
- 4 aprile - Pio Fantoni, ingegnere italiano († 1804)
- 6 aprile - Federico Cristiano I di Schleswig-Holstein-Sonderburg-Augustenburg, nobile danese († 1794)
- 15 aprile - Guglielmo, duca di Cumberland, generale britannico († 1765)
- 19 aprile - Roger Sherman, avvocato, politico e diplomatico statunitense († 1793)
- 21 aprile - Muzio Gallo, cardinale e vescovo cattolico italiano († 1801)
- 24 aprile - Johann Philipp Kirnberger, violinista, clavicembalista e compositore tedesco († 1783)

### Maggio
- 5 maggio - Giuseppe Palmieri, economista italiano († 1793)
- 8 maggio - Giacomo Gradenigo, politico e militare italiano († 1796)
- 15 maggio - Dmitrij Michajlovič Golicyn, diplomatico e ufficiale russo († 1793)
- 17 maggio - Johann August Bach, giurista, storico e filologo tedesco († 1758)
- 18 maggio - Giovanni Adolfo di Sassonia-Gotha-Altenburg, nobile tedesco († 1799)
- 18 maggio - Andrija Balović, presbitero, traduttore e storico montenegrino († 1784)

### Giugno
- 11 giugno - Thomas Howard, XIV conte di Suffolk, nobile e politico britannico († 1783)

### Luglio
- 4 luglio - Girolamo Ascanio Giustinian, politico e diplomatico italiano († 1791)
- 4 luglio - Giovanni Gonzaga, nobile italiano († 1794)
- 9 luglio - Johann Nikolaus Götz, poeta tedesco († 1781)
- 14 luglio - Bernardino Giraud, cardinale e arcivescovo cattolico italiano († 1782)
- 15 luglio - Salvatore Ventimiglia, arcivescovo cattolico italiano († 1797)
- 20 luglio - Philippe-Auguste de Sainte-Foy, letterato francese († 1795)
- 26 luglio - Samuel von Brukenthal, giurista austriaco († 1803)
- 26 luglio - Filippo Salvatore Gilij, linguista italiano († 1789)
- 28 luglio - Pierre Jaquet-Droz, orologiaio svizzero († 1790)
- 31 luglio - Angelo Querini, politico italiano († 1796)

### Agosto
- 1º agosto - Pierre-Augustin Guys, scrittore e viaggiatore francese († 1799)
- 4 agosto - Granville Leveson-Gower, I marchese di Stafford, politico inglese († 1803)
- 19 agosto - Philipp Friedrich Gmelin, botanico e chimico tedesco († 1768)
- 19 agosto - Filippo Maria Visconti, arcivescovo cattolico italiano († 1801)
- 22 agosto - Giacomo Melzi, collezionista d'arte italiano († 1802)
- 22 agosto - Luigi di Salm-Salm, nobile tedesco († 1778)
- 28 agosto - Charles-Louis Clérisseau, architetto francese († 1820)
- 29 agosto - Henry Ellis, politico e esploratore britannico († 1806)

### Settembre
- 10 settembre - Peyton Randolph, politico statunitense († 1775)
- 11 settembre - Giovanni Battista Bussi de Pretis, cardinale e vescovo cattolico italiano († 1800)
- 12 settembre - Martín de Mayorga, generale spagnolo († 1783)
- 13 settembre - Ignazio Renato Birago di Borgaro, architetto italiano († 1783)
- 14 settembre - Arthur Richard Dillon, arcivescovo cattolico francese († 1806)
- 15 settembre - Kazimierz Poniatowski, nobile e generale polacco († 1800)
- 16 settembre - Domenico Corvi, pittore italiano († 1803)
- 19 settembre - Préville, attore teatrale francese († 1799)
- 19 settembre - William Robertson, storico, storiografo e teologo scozzese († 1793)
- 20 settembre - Ernst Heinrich Abel, pittore tedesco († 1787)
- 25 settembre - Pietro Antonio Lorenzoni, pittore austriaco († 1782)
- 25 settembre - Luigi Vittorio di Savoia-Carignano, principe († 1778)
- 28 settembre - Giacomo Guerrini, pittore italiano († 1793)

### Ottobre
- 5 ottobre - Giovacchino Gaspero Carcacci, artigiano italiano († 1780)
- 11 ottobre - François-Antoine Chevrier, scrittore francese († 1762)
- 13 ottobre - Claude de Thiard de Bissy, generale francese († 1810)
- 17 ottobre - Pierre Victor de Besenval de Brünstatt, generale francese († 1791)
- 19 ottobre - Joseph de Guignes, orientalista francese († 1800)
- 24 ottobre - Quirino Gasparini, compositore italiano († 1778)
- 25 ottobre - Pierre Talon, violoncellista e compositore francese († 1785)

### Novembre
- 3 novembre - Giuseppe Torelli, matematico e letterato italiano († 1781)
- 6 novembre - Federico di Gesù, teologo tedesco († 1788)
- 9 novembre - Mark Akenside, poeta e medico inglese († 1770)
- 22 novembre - Marcantonio Marcolini, cardinale e arcivescovo cattolico italiano († 1782)

### Dicembre
- 6 dicembre - Guillaume-Chrétien de Lamoignon de Malesherbes, giurista e politico francese († 1794)
- 17 dicembre - Emanuele Maria Pignone del Carretto, vescovo cattolico e teologo italiano († 1796)
- 20 dicembre - Johann Georg Specht, architetto tedesco († 1803)
- 27 dicembre - Cristoforo Poggiali, bibliotecario e presbitero italiano († 1811)
- 28 dicembre - Maria Teresa del Liechtenstein, principessa austriaca († 1753)
- 29 dicembre - Madame de Pompadour, nobile francese († 1764)

### Senza giorno specificato
- Hyder Ali, sultano e militare indiano († 1782)
- Louis Anseaume, drammaturgo francese († 1784)
- Felice Boscaratti, pittore italiano († 1807)
- Pasquale Carcani, letterato e filologo italiano († 1783)
- Domenico Antonio Carella, pittore italiano († 1813)
- William Collins, poeta britannico († 1759)
- Henry Seymour Conway, generale e politico britannico († 1795)
- Kenton Couse, architetto britannico († 1790)
- Jean Baptiste Delafosse, incisore francese († 1806)
- Joseph Frederick Wallet Desbarres, cartografo britannico († 1824)
- William Draper, generale inglese († 1787)
- Antonio Giolfi, incisore e pittore italiano
- Bonfiglio Guelfucci, politico, presbitero e scrittore italiano († 1813)
- Elizabeth Hamilton, nobildonna scozzese († 1800)
- Richard Houston, incisore e pittore irlandese († 1775)
- Jean Huber, pittore svizzero († 1786)
- Roger Kemble, attore teatrale e impresario teatrale inglese († 1802)
- Giovan Battista Landeschi, presbitero e agronomo italiano († 1783)
- Giovanni Battista Lorenzi, librettista italiano († 1807)
- Giuseppe Marchetti, pittore italiano († 1801)
- Maria Vittoria Ottoboni, nobile, scrittrice e attrice teatrale italiana († 1790)
- Giuseppe Paladino, pittore italiano († 1794)
- Pëtr Ivanovič Panin, generale russo († 1789)
- Edmund Pendleton, politico statunitense († 1803)
- Francesco Sabatini, architetto italiano († 1797)
- Andrej Ivanovič Tolstoj, politico e ufficiale russo († 1803)
- Benjamin Wilson, pittore e scienziato inglese († 1788)
- Gaetano de Bottis, naturalista italiano († 1790)

## Morti

### Gennaio
- 14 gennaio - Fulvio Astalli, cardinale e vescovo cattolico italiano (n. 1655)
- 26 gennaio - Pierre-Daniel Huet, filosofo, storico e teologo francese (n. 1630)
- 31 gennaio - Jacopo Antonio Pozzo, religioso e architetto italiano (n. 1645)

### Febbraio
- 5 febbraio - James Stanhope, I conte Stanhope, politico e militare britannico (n. 1673)
- 19 febbraio - Giuseppe Antonio Delmestri von Schönberg, vescovo cattolico italiano (n. 1672)
- 22 febbraio - Johann Christoph Bach, organista e compositore tedesco (n. 1671)
- 22 febbraio - John Manners, II duca di Rutland, nobile inglese (n. 1676)
- 24 febbraio - John Sheffield, I duca di Buckingham e Normanby, nobile, politico e scrittore britannico (n. 1647)

### Marzo
- 5 marzo - María de Navas, attrice teatrale italiana (n. 1666)
- 15 marzo - Luisa di Meclemburgo-Güstrow, sovrana danese (n. 1667)
- 19 marzo - Papa Clemente XI, papa, vescovo cattolico e cardinale italiano (n. 1649)
- 24 marzo - Michele Esterházy,  ungherese (n. 1671)
- 27 marzo - Giacomo Maria Airoli, gesuita e orientalista italiano (n. 1660)
- 29 marzo - Charles Vane, pirata inglese (n. 1680)

### Aprile
- 2 aprile - Luigi Garzi, pittore italiano (n. 1638)
- 2 aprile - Tommaso Niccolò d'Aquino, poeta italiano (n. 1665)
- 6 aprile - Lorenzo Lorenzini, matematico italiano (n. 1652)
- 8 aprile - Mary Read, pirata britannica (n. 1685)
- 14 aprile - Michel Chamillart, politico e nobile francese (n. 1652)
- 22 aprile - Carlo Federico di Anhalt-Bernburg, principe tedesco (n. 1668)

### Maggio
- 8 maggio - Marc-René de Voyer de Paulmy, politico francese (n. 1652)
- 9 maggio - Giandomenico Paracciani, cardinale e vescovo cattolico italiano (n. 1646)
- 10 maggio - Cristiano Guglielmo di Schwarzburg-Sondershausen, conte (n. 1647)
- 18 maggio - Maria Barbara Carillo,  spagnola (n. 1625)
- 23 maggio - Martin Naboth, anatomista tedesco (n. 1675)

### Giugno
- 6 giugno - Giuseppe Esterházy, principe ungherese (n. 1688)
- 10 giugno - Johann Hermann von Elswich, teologo tedesco (n. 1684)
- 18 giugno - Filippo d'Assia-Philippsthal (n. 1655)
- 19 giugno - Walter Kennedy, pirata irlandese
- 21 giugno - Johann Christoph Müller, cartografo tedesco (n. 1673)
- 28 giugno - Isaac Sailmaker, pittore olandese (n. 1633)

### Luglio
- 8 luglio - Elihu Yale,  statunitense (n. 1649)
- 13 luglio - William Villiers, II conte di Jersey, nobile inglese (n. 1682)
- 14 luglio - Antonio Giannettini, compositore, organista e cantante italiano (n. 1649)
- 18 luglio - Antoine Watteau, pittore francese (n. 1684)
- 19 luglio - Jonathan Trelawny, III baronetto, vescovo anglicano britannico (n. 1650)
- 26 luglio - Godefroy Maurice de La Tour d'Auvergne, nobiluomo francese (n. 1636)

### Agosto
- 3 agosto - Grinling Gibbons, scultore inglese (n. 1648)
- 3 agosto - Stanisław Szembek, arcivescovo cattolico polacco (n. 1650)
- 7 agosto - Emilio Altieri, II principe di Oriolo, principe italiano (n. 1670)
- 16 agosto - Edward Henry Rich, VII conte di Warwick, conte britannico (n. 1698)
- 27 agosto - Carlo Sernicola, teologo, poeta e oratore italiano (n. 1659)
- 31 agosto - John Keill, matematico scozzese (n. 1671)

### Settembre
- 1º settembre - Benedetto Bacchini, religioso, storico e critico letterario italiano (n. 1651)
- 4 settembre - María Luisa Manrique de Lara y Gonzaga, nobildonna spagnola (n. 1649)
- 8 settembre - Henri Arnaud, religioso francese (n. 1643)
- 9 settembre - Elisabetta Dorotea d'Assia-Darmstadt, nobile (n. 1676)
- 11 settembre - Rudolf Jakob Camerarius, botanico e entomologo tedesco (n. 1665)
- 13 settembre - François de Mailly, cardinale e arcivescovo cattolico francese (n. 1658)
- 17 settembre - Margherita Luisa d'Orléans, nobile francese (n. 1645)
- 21 settembre - Tommaso Bonaventura della Gherardesca, arcivescovo cattolico italiano (n. 1654)
- 24 settembre - Pacifico da San Severino, religioso, presbitero e santo italiano (n. 1653)

### Ottobre
- 1º ottobre - Girolamo Archinto, arcivescovo cattolico e diplomatico italiano (n. 1672)
- 2 ottobre - Benoît Audran detto il Vecchio, incisore francese (n. 1661)
- 2 ottobre - Scipione Guidi di Bagno, generale italiano (n. 1660)
- 8 ottobre - Armand Bazin de Besons, arcivescovo cattolico e politico francese (n. 1654)
- 11 ottobre - Edward Colston, mercante, filantropo e politico britannico (n. 1636)
- 14 ottobre - Barthold Feind, librettista, poeta e scrittore tedesco (n. 1678)
- 16 ottobre - Biagio Gambaro, vescovo cattolico italiano (n. 1650)
- 26 ottobre - Giorgio Augusto di Nassau-Idstein, nobile tedesco (n. 1665)

### Novembre
- 8 novembre - Catharina Margaretha Linck,  prussiana (n. 1687)
- 21 novembre - Abdul Jalil Shah IV di Johor, sovrano malese

### Dicembre
- 12 dicembre - Joseph Greissing, architetto tedesco (n. 1664)
- 17 dicembre - Richard Lumley, I conte di Scarbrough, politico e militare inglese (n. 1650)
- 21 dicembre - Friedrich Christian Seifert von Edelsheim, politico, scrittore e poeta tedesco (n. 1669)
- 24 dicembre - Giovanni Battista Cattaneo Della Volta, doge (n. 1638)
- 24 dicembre - John Cecil, VI conte di Exeter, nobile e politico inglese (n. 1674)
- 25 dicembre - António Luís de Sousa, generale portoghese (n. 1644)
- 27 dicembre - Biagio Puccini, pittore e incisore italiano (n. 1675)

### Senza giorno specificato
- Giuseppe Barbavara, nobile e politico italiano
- Pompilio Berlingieri, nobile e vescovo cattolico italiano (n. 1662)
- Giovanni Lorenzo Bertolotto, pittore italiano (n. 1640)
- Carlo Francesco Bizzaccheri, architetto italiano (n. 1656)
- Louis-Dominique Bourguignon, brigante e omicida francese (n. 1693)
- Nathaniel Crew, III barone di Crew, vescovo anglicano britannico (n. 1633)
- Edward England, pirata britannico (n. 1678)
- Manuela Escamilla, attrice teatrale spagnola (n. 1650)
- John Faber detto il Vecchio, disegnatore e incisore olandese (n. 1660)
- Giuseppe Ghezzi, pittore italiano (n. 1634)
- Antonio Floriano del Liechtenstein, principe austriaco (n. 1656)
- Johann Anton Logy, liutista e compositore ceco (n. 1650)
- Francesco Mitta, architetto italiano (n. 1662)
- Andreas Musalus, matematico, filosofo e architetto greco (n. 1665)
- Jean de Palaprat, commediografo francese (n. 1650)
- Isabel Zacarías Ponce de León y Alencastre, nobildonna spagnola (n. 1669)
- Matthew Prior, letterato britannico (n. 1664)
- Domenico Sabbatino, vescovo cattolico e teologo italiano (n. 1653)
- Andrea dell'Asta, pittore italiano (n. 1673)
- Veronica I di Ndongo e Matamba, regina
- Hillebrand van der Aa, pittore, scultore e incisore olandese

## Calendario
| Calendario 1721 | Calendario 1721 | Calendario 1721 | Calendario 1721 | Calendario 1721 | Calendario 1721 | Calendario 1721 | Calendario 1721 | Calendario 1721 | Calendario 1721 | Calendario 1721 | Calendario 1721 | Calendario 1721 | Calendario 1721 | Calendario 1721 | Calendario 1721 | Calendario 1721 | Calendario 1721 | Calendario 1721 | Calendario 1721 | Calendario 1721 | Calendario 1721 | Calendario 1721 | Calendario 1721 | Calendario 1721 | Calendario 1721 | Calendario 1721 | Calendario 1721 | Calendario 1721 | Calendario 1721 | Calendario 1721 | Calendario 1721 | Calendario 1721 |
| --------------- | --------------- | --------------- | --------------- | --------------- | --------------- | --------------- | --------------- | --------------- | --------------- | --------------- | --------------- | --------------- | --------------- | --------------- | --------------- | --------------- | --------------- | --------------- | --------------- | --------------- | --------------- | --------------- | --------------- | --------------- | --------------- | --------------- | --------------- | --------------- | --------------- | --------------- | --------------- | --------------- |
|                 | 1               | 2               | 3               | 4               | 5               | 6               | 7               | 8               | 9               | 10              | 11              | 12              | 13              | 14              | 15              | 16              | 17              | 18              | 19              | 20              | 21              | 22              | 23              | 24              | 25              | 26              | 27              | 28              | 29              | 30              | 31              |                 |
| Gennaio         | Me              | Gi              | Ve              | Sa              | Do              | Lu              | Ma              | Me              | Gi              | Ve              | Sa              | Do              | Lu              | Ma              | Me              | Gi              | Ve              | Sa              | Do              | Lu              | Ma              | Me              | Gi              | Ve              | Sa              | Do              | Lu              | Ma              | Me              | Gi              | Ve              |                 |
| Febbraio        | Sa              | Do              | Lu              | Ma              | Me              | Gi              | Ve              | Sa              | Do              | Lu              | Ma              | Me              | Gi              | Ve              | Sa              | Do              | Lu              | Ma              | Me              | Gi              | Ve              | Sa              | Do              | Lu              | Ma              | Me              | Gi              | Ve              |                 |                 |                 |                 |
| Marzo           | Sa              | Do              | Lu              | Ma              | Me              | Gi              | Ve              | Sa              | Do              | Lu              | Ma              | Me              | Gi              | Ve              | Sa              | Do              | Lu              | Ma              | Me              | Gi              | Ve              | Sa              | Do              | Lu              | Ma              | Me              | Gi              | Ve              | Sa              | Do              | Lu              |                 |
| Aprile          | Ma              | Me              | Gi              | Ve              | Sa              | Do              | Lu              | Ma              | Me              | Gi              | Ve              | Sa              | Do              | Lu              | Ma              | Me              | Gi              | Ve              | Sa              | Do              | Lu              | Ma              | Me              | Gi              | Ve              | Sa              | Do              | Lu              | Ma              | Me              |                 |                 |
| Maggio          | Gi              | Ve              | Sa              | Do              | Lu              | Ma              | Me              | Gi              | Ve              | Sa              | Do              | Lu              | Ma              | Me              | Gi              | Ve              | Sa              | Do              | Lu              | Ma              | Me              | Gi              | Ve              | Sa              | Do              | Lu              | Ma              | Me              | Gi              | Ve              | Sa              |                 |
| Giugno          | Do              | Lu              | Ma              | Me              | Gi              | Ve              | Sa              | Do              | Lu              | Ma              | Me              | Gi              | Ve              | Sa              | Do              | Lu              | Ma              | Me              | Gi              | Ve              | Sa              | Do              | Lu              | Ma              | Me              | Gi              | Ve              | Sa              | Do              | Lu              |                 |                 |
| Luglio          | Ma              | Me              | Gi              | Ve              | Sa              | Do              | Lu              | Ma              | Me              | Gi              | Ve              | Sa              | Do              | Lu              | Ma              | Me              | Gi              | Ve              | Sa              | Do              | Lu              | Ma              | Me              | Gi              | Ve              | Sa              | Do              | Lu              | Ma              | Me              | Gi              |                 |
| Agosto          | Ve              | Sa              | Do              | Lu              | Ma              | Me              | Gi              | Ve              | Sa              | Do              | Lu              | Ma              | Me              | Gi              | Ve              | Sa              | Do              | Lu              | Ma              | Me              | Gi              | Ve              | Sa              | Do              | Lu              | Ma              | Me              | Gi              | Ve              | Sa              | Do              |                 |
| Settembre       | Lu              | Ma              | Me              | Gi              | Ve              | Sa              | Do              | Lu              | Ma              | Me              | Gi              | Ve              | Sa              | Do              | Lu              | Ma              | Me              | Gi              | Ve              | Sa              | Do              | Lu              | Ma              | Me              | Gi              | Ve              | Sa              | Do              | Lu              | Ma              |                 |                 |
| Ottobre         | Me              | Gi              | Ve              | Sa              | Do              | Lu              | Ma              | Me              | Gi              | Ve              | Sa              | Do              | Lu              | Ma              | Me              | Gi              | Ve              | Sa              | Do              | Lu              | Ma              | Me              | Gi              | Ve              | Sa              | Do              | Lu              | Ma              | Me              | Gi              | Ve              |                 |
| Novembre        | Sa              | Do              | Lu              | Ma              | Me              | Gi              | Ve              | Sa              | Do              | Lu              | Ma              | Me              | Gi              | Ve              | Sa              | Do              | Lu              | Ma              | Me              | Gi              | Ve              | Sa              | Do              | Lu              | Ma              | Me              | Gi              | Ve              | Sa              | Do              |                 |                 |
| Dicembre        | Lu              | Ma              | Me              | Gi              | Ve              | Sa              | Do              | Lu              | Ma              | Me              | Gi              | Ve              | Sa              | Do              | Lu              | Ma              | Me              | Gi              | Ve              | Sa              | Do              | Lu              | Ma              | Me              | Gi              | Ve              | Sa              | Do              | Lu              | Ma              | Me              |                 |